# Hermann Kingué
 (septembre 2023).
La mise en forme du texte ne suit pas les recommandations de Wikipédia : il faut le « wikifier ».
Les points d'amélioration suivants sont les cas les plus fréquents. Le détail des points à revoir est peut-être précisé sur la page de discussion.
- Les titres sont pré-formatés par le logiciel. Ils ne sont ni en capitales, ni en gras.
- Le texte ne doit pas être écrit en capitales (les noms de famille non plus), ni en gras, ni en italique, ni en « petit »…
- Le gras n'est utilisé que pour surligner le titre de l'article dans l'introduction, une seule fois.
- L'italique est rarement utilisé : mots en langue étrangère, titres d'œuvres, noms de bateaux, etc.
- Les citations ne sont pas en italique mais en corps de texte normal. Elles sont entourées par des guillemets français : « et ».
- Les listes à puces sont à éviter, des paragraphes rédigés étant largement préférés. Les tableaux sont à réserver à la présentation de données structurées (résultats, etc.).
- Les appels de note de bas de page (petits chiffres en exposant, introduits par l'outil «  Source ») sont à placer entre la fin de phrase et le point final[comme ça].
- Les liens internes (vers d'autres articles de Wikipédia) sont à choisir avec parcimonie. Créez des liens vers des articles approfondissant le sujet. Les termes génériques sans rapport avec le sujet sont à éviter, ainsi que les répétitions de liens vers un même terme.
- Les liens externes sont à placer uniquement dans une section « Liens externes », à la fin de l'article. Ces liens sont à choisir avec parcimonie suivant les règles définies. Si un lien sert de source à l'article, son insertion dans le texte est à faire par les notes de bas de page.
- La présentation des références doit suivre les conventions bibliographiques. Il est recommandé d'utiliser les modèles {{Ouvrage}}, {{Chapitre}}, {{Article}}, {{Lien web}} et/ou {{Bibliographie}}. Le mode d'édition visuel peut mettre en forme automatiquement les références.
- Insérer une infobox (cadre d'informations à droite) n'est pas obligatoire pour parachever la mise en page.

Pour une aide détaillée, merci de consulter Aide:Wikification.
Si vous pensez que ces points ont été résolus, vous pouvez retirer ce bandeau et améliorer la mise en forme d'un autre article.
Hermann Kingué (né le 21 septembre 1961 à Douala) est un footballeur camerounais qui évoluait au poste de défenseur. Il a joué pour l'équipe nationale du Cameroun au cours de sa carrière. Kingué s'est illustré comme le vainqueur de la Coupe d'Afrique des Nations de football en 1984 avec les Lions indomptables, et il a également assumé le rôle de capitaine au sein de l'équipe nationale lors de la Coupe du monde juniors en 1981 en Australie. Son parcours au sein de la sélection nationale a été écourté à la suite d'une blessure au genou survenue pendant les éliminatoires de la Coupe du monde 1994 aux États-Unis, mettant ainsi fin à une carrière qui avait débuté à l'âge de 17 ans dans le championnat du Cameroun.
Hermann Kingue, qui a évolué en tant que professionnel dans divers championnats européens, notamment en Italie, en France et en Suisse, est désormais titulaire d'un diplôme d'entraîneur de niveau B de l'UEFA. Actuellement, il occupe le poste d'entraîneur au Canada, où il encadre des joueurs âgés de -12 à -18 ans.

## Carrière en club
Kingué commence sa carrière en championnat du Cameroun à l'âge de 17 ans. Au cours de sa carrière, Kingué a joué pour des clubs tels que le SS Chieti en Italie, puis le Pau FC du président Pitoun en France.
Kingué termine sa carrière en Suisse avec le CS Chênois.

## Carrière internationale
Ayant triomphé en remportant la Coupe d'Afrique des Nations de football en 1984 avec le Cameroun, il a également endossé le rôle de capitaine au sein de l'équipe nationale lors de la Coupe du monde juniors en 1981 en Australie. Son parcours au sein de la sélection nationale a malheureusement été écourté à cause d'une blessure au genou survenue pendant les éliminatoires de la Coupe du monde 1994 aux États-Unis, marquant ainsi la fin prématurée de sa carrière.